# Villa am Brocken

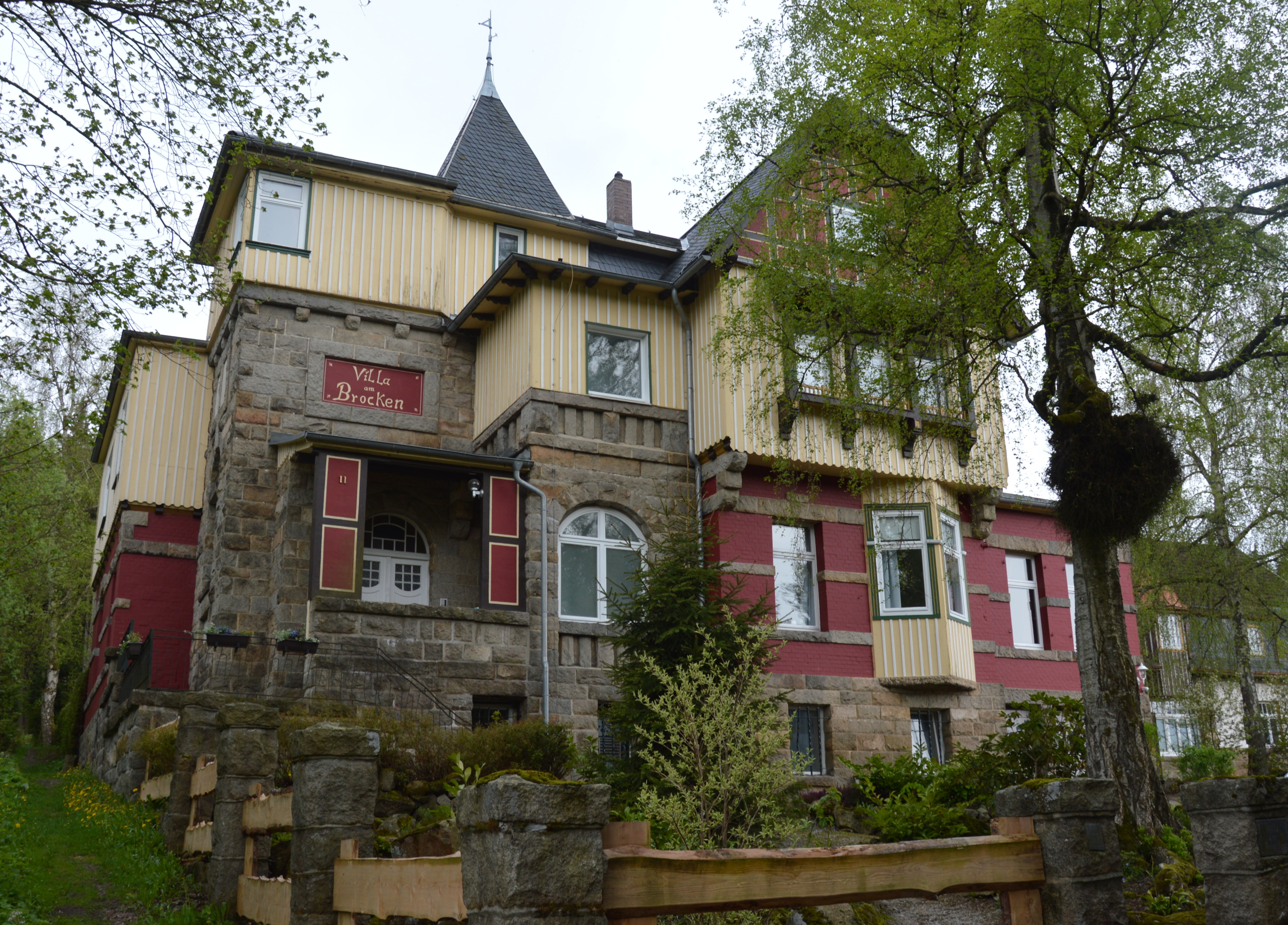
Villa am Brocken

Die Villa am Brocken ist eine denkmalgeschützte Villa im zur Stadt Wernigerode in Sachsen-Anhalt gehörenden Ortsteil Schierke im Harz.

## Lage
Sie befindet sich im südlichen Teil Schierkes an der Adresse Barenberg 11 auf der Südseite der Straße Barenberg.

## Architektur und Geschichte
Die Villa entstand im Jahr 1897 und gehörte den Gründern des Zirkus Sarrasani. In der Gestaltung orientiert sich der repräsentative Bau an regionalen Bautraditionen. In den 1930er Jahren, der Zirkus war nach einem Gastspiel in den USA von einem Schiffsunglück betroffen, wurde die Villa veräußert. Während der Zeit der DDR diente die Villa als Ferienheim des FDGB. Nach dem Ende der DDR gelangte das Anwesen an die Treuhandanstalt. 2005 erwarb die Familie Scholand das Haus. Nach einer umfangreichen Renovierung wurde die Villa bereits Anfang 2006 neu als Ferienanlage eröffnet.
Im örtlichen Denkmalverzeichnis ist die Villa unter der Erfassungsnummer 094 56118 als Baudenkmal verzeichnet.